# Piper subpurpureum
Piper subpurpureum är en pepparväxtart som beskrevs av C. Dc.. Piper subpurpureum ingår i släktet Piper och familjen pepparväxter. Inga underarter finns listade i Catalogue of Life.